# 歐洲聯合環狀反應爐

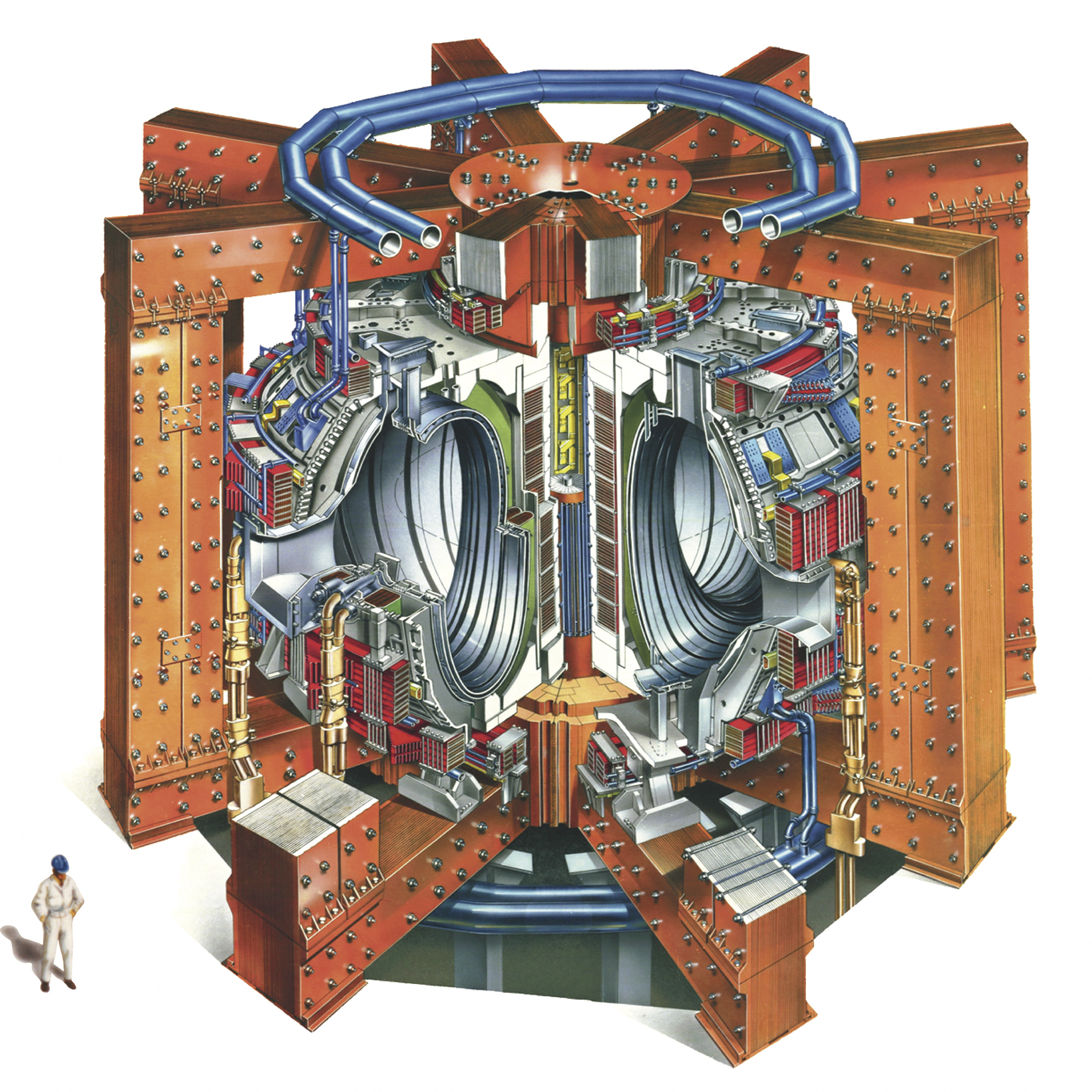
JET的設計

歐洲聯合環狀反應爐（Joint European Torus，JET）是設在英國牛津郡卡勒姆核聚變中心（Culham Centre for Fusion Energy）的磁局限融合物理實驗反應爐，由歐洲多國共同合作計畫，主要目標為探索未來托卡馬克熱核反應堆的建設條件和等離子體行爲，開闢未來核聚變能的道路。JET在1984年建成時為世界上最大的托卡馬克聚變裝置，目前仍保持聚變能量增益因子（Q值）的世界紀錄（Q=0.67），也是第一座成功运行氘氚D-T聚变的反应堆。
國際熱核融合實驗反應爐（ITER）建立在歐洲聯合環狀加速器（JET）的研究之上。
2022年2月，歐洲聯合環狀反應爐產生持續5秒的59百萬焦耳能量。

## 参見
- 聚变能
- 國際熱核融合實驗反應爐（ITER）

## 外部連結
- JET pages on the EUROfusion web site
  - Poloidal field coils （页面存档备份，存于） diagram
  - JET demonstrates alpha particle heating. Oct 2005 （页面存档备份，存于） good graph
- Culham Centre for Fusion Energy （页面存档备份，存于）
- The United Kingdom Atomic Energy Authority （页面存档备份，存于）
- IAEA's information about JET
- Photos from JET Torus Hall （页面存档备份，存于）

51°39′33″N 1°13′35″W / 51.65917°N 1.22639°W